# 浴帽

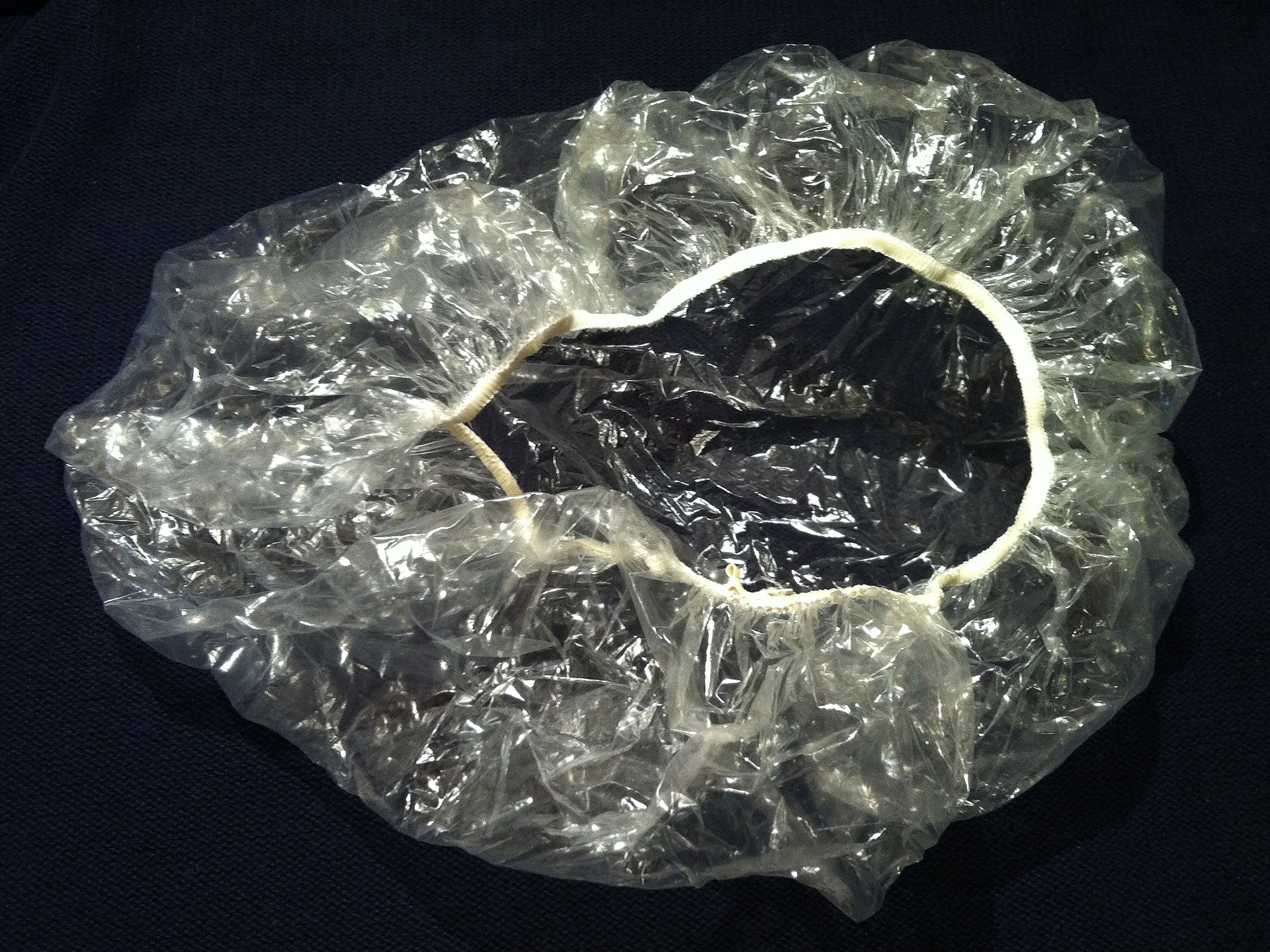
一次性浴帽

浴帽（英語：Shower cap）是一种在淋浴或洗澡时戴的帽子，以保护头发不被弄湿。許多浴帽是由一层防水材料制成的。塑料袋经常被用作浴帽。有些浴帽不仅能防水而且還具有装饰性。